# Remus Pricopie
Remus Pricopie (n. 22 ianuarie 1970, Ceahlău, România) este un profesor universitar și politician român, fost ministrul al Educației în Guvernul Victor Ponta (2) și Guvernul Victor Ponta (3), ocupând postul între decembrie 2012 și decembrie 2014.

## Biografie
Remus Pricopie deține titlul de doctor în științe politice. Este absolvent al programului Fulbright New Century Scholars.
A urmat cursurile și specializările Universității din București [România], Școlii Naționale de Studii Politice și Administrative [România], Universității din Liege [Belgia], Universității ”George Washington” [SUA], Universității Statului New York, Buffalo [SUA], Universității din Boston [SUA], Universității Harvard [SUA], Institutului de Educație - Universitatea din Londra [UK], Universității din Graz [Austria].

## Activitate profesională
Remus Pricopie este profesor la Facultatea de Comunicare și Relații Publice din cadrul Școlii Naționale de Studii Politice și Administrative (SNSPA). În perioada decembrie 2005 - noiembrie 2007 și decembrie 2008 - martie 2014 a deținut funcția de Decan al Facultății de Comunicare și Relații Publice, SNSPA. A fost rector al SNSPAîntre martie și decembrie 2012, post pe care l-a reluat în decembrie 2014.
Este sau a fost membru în Asociația Internațională a Universităților, Asociația Internațională a Președinților de Universități, Atlantis Group, Consiliul de Administrație al Comisiei Fulbright România-SUA, Academia Mondială de Artă și Știință, Asociația Română pentru Clubul de la Roma.

## Activitate politică
Remus Pricopie și-a început activitatea în cadrul Ministerului Educației Naționale din România în 1996, ca Expert la Departamentul pentru Învățământ Superior și Cercetare. Ulterior, în baza expertizei și a experienței acumulate, a deținut funcții precum purtător de cuvânt (1997; 2001), Secretar General (2001), Consilier (decembrie 2001 - iunie 2003; ianuarie – octombrie 2009) și Secretar de Stat în Ministerul Educației și Cercetării (2007 - 2008). A ocupat funcția de ministru al Educației între decembrie 2012 și decembrie 2014, în două din cele patru guverne conduse de Victor Ponta.
În anul 2014, premierul de atunci Victor Ponta anunța că Remus Pricopie s-a înscris în Partidul Social Democrat (PSD).
În februarie 2020, după demiterea Guvernului Ludovic Orban (1), Partidul Social Democrat și Pro România l-au propus pe Remus Pricopie pentru funcția de premier. Reprezentanții cele două partide au argumentat propunerea, susținând că Remus Pricopie este independent politic, are experiență în administrație, este pro-european și pro-american.

## Publicații
Remus Pricopie are activitate publicistică și de cercetare științifică reprezentată de 6 cărți de autor/coautor, 6 cărți al căror editor/coeditor este, 28 de articole publicate în reviste academice, în calitate de autor sau coautor sau cele peste 20 de granturi de cercetare la care a participat ca director sau membru al echipei de proiect. Printre ele se numără:
- Relații publice. Coeziune și eficiență prin comunicare. București: comunicare.ro, 2011, coautor.[18]
- Acces și echitate în învățământul superior din România. Dialog cu elevii și studenții. București: comunicare.ro, 2011, coautor.[19]
- Relații publice. Evoluție și perspective. București: Tritonic, 2005.[20]

## Viață personală
Remus Pricopie este căsătorit și are doi copii. Fiul său, Ștefan Pricopie, absolvent al Universității Manchester, a câștigat, în 2019, Global Undergraduate Awards, cunoscut ca Premiul Nobel Junior, la secțiunea Economie.